# Марк Юний Силан
Вижте пояснителната страница за други личности с името Марк Юний Силан.
Марк Юний Силан (на латински: Marcus Junius Silanus; * пр. 68 пр.н.е.; † сл. 17 пр.н.е.) e политик на ранната Римска империя през 1 век пр.н.е.

## Биография
Произлиза от фамилията Юнии. Син е на претора от 77 пр.н.е. Марк Юний Силан и внук на монетния магистър Децим Юний Силан. Той е дядо на Марк Юний Силан Торкват, консул през 19 г.
През 43 пр.н.е. Силан е офицер при Лепид и Марк Антоний.През 39 пр.н.е. е приет в авгурската колегия. От 34 пр.н.е. е в Гърция като квестор с проконсулски imperium (има негови монети). Преди 31 пр.н.е. минава на страната на Октавиан. През 25 пр.н.е. e консул заедно с император Август.